# 史諾總統
科利奧蘭納斯·史諾總統（英語：President Coriolanus Snow）是蘇珊·柯林斯小說《飢餓遊戲三部曲》的虛構角色，為該系列的主要反派，施惠國總統，居住於帕纳姆的首都国会区。
十八歲時的史諾是《鳴鳥與游蛇之歌》的主角。

## 角色
史諾毒死了所有競爭對手，因而當上總統，為不讓對方起疑，他每次都會與對方吃下有毒食品，自己再服用解藥。他總是在衣領佩戴經過基因改造的白玫瑰以掩蓋嘴裡的血腥味。
在飢餓遊戲小說首部《飢餓遊戲》裡，史諾總統個子瘦小、有著一頭白髮，他在第74屆飢餓遊戲開幕式上歡迎來自各區的貢品。在第二部《星火燎原》，他來到第12區的勝利者之村，告訴凱妮絲許多行政區都因她的挑釁行為而暴動，他以凱妮絲家人和蓋爾的生命作為威脅，要求凱妮絲按其意思乖乖照辦，讓人民相信她和比德是一對熱戀中的戀人。凱妮絲感覺史諾總統就像「一隻露出毒牙的毒蛇」一樣。
在《自由幻夢》裡，反叛軍攻破都城，逮捕史諾總統，將他監禁在溫室內。史諾告訴凱妮絲：那些炸死小櫻和無辜民眾的炸彈是柯茵總統下令投放的、而不是他，凱妮絲內心深處知道他說的是實話。在處決當天，史諾最終死於凱妮絲射殺柯茵總統後造成的騷亂中。
史諾總統的名字科利奧蘭納斯（Coriolanus）源自於古羅馬將軍格奈烏斯·馬奇烏斯·科利奧蘭納斯。
該角色曾被與《哈利波特》系列中的反派佛地魔相比，《飢餓遊戲系列電影》的導演法蘭西斯·羅倫斯也曾表示史諾總統就是「我們的佛地魔」。

## 電影
在飢餓遊戲系列電影中，由唐納·蘇德蘭飾演年老的史諾總統。年輕的史諾則由湯姆·布萊斯飾演。